# Moritz Schmidt (filolog)
 For alternative betydninger, se Moritz Schmidt. (Se også artikler, som begynder med Moritz Schmidt)
Moritz Wilhelm Constantin Schmidt (født 19. november 1823 i Breslau, død 8. oktober 1888 i Jena) var en tysk klassisk filolog.
Schmidt, der fra 1857 var professor i Jena, har udgivet flere værker af græske grammatikere, Didymos (1854) og Hesychios (5 bind, 1858—68); desuden kan nævnes Pindars olympische Siegesgesänge (1869). Endelig gav han sig meget af med studier over det lykiske sprog og udgav The Lycian inscriptions (1868) og Neue lykische Studien (1869).